# حسن الكلاوي
حسن الكلاوي (1923-2018) فنان تشكيلي مغربي اشتهر بتصويره لفرسان الفانتازيا.

## نشأته
ولد حسن الكلاوي بمدينة مراكش المغربية وذلك يوم 23 دجنبر 1923، وهو نجل الباشا التهامي الكلاوي.
  حصل حسن الكلاوي على شهادة تقدير من طرف رئيس الوزراء البريطاني ونسطن تشرشل هذا الأخير الذي ساهم في إقناع الأب التهامي الكلاوي للموافقة على بدء ابنه مسيرته الفنية وذلك بعد إعجابه بفن حسن الكلاوي سنة 1943.

## مسيرته
كانت زيارة إدوارد جولدن بورغ روبنسن وزوجته جلاديس ليوداند روبسن الفنانة وجامعة اللوحات إضافة إلى السيد أنسون كوديير للمغرب بعد دعوة التهامي الكلاوي السبب في مشاركة الفنان الصغير حسن الكلاوي بمعارض باريس ونيويورك سنة 1951 جنبا إلى جنب مع لوحات جلاديس ليوندن روبسن ولقد عرف المعرضين نجاحا واسعا مما أعطى فرصة لحسن الكلاوي للدراسة خارج المغرب.
تمكن حسن الكلاوي من الحصول على تدريب بباريس تحت إشراف جين سوفيردي وإميلي شارمي سنة 1950 بمدرسة الفنون الجميلة، خلال سنوات دراسته أتقن رسم اللوحات الزيتية وبهذا بات أول مغربي درس خارج أرض الوطن.
في عام 1954 تزوج من فرنسية ذات أصول مصرية إفلين كاهلي وتعرضا لحادث سير بإكس ليبان.
يعتبر حسن الكلاوي وريثا لعائلة أمازيغية عمرها 300 سنة، صودرت جميع ممتلكاتها بعد وفاة والده سنة 1956بعد مدة قصيرة من استقلال المغرب.
تعرض لاختطاف رفقة ثلاث من إخوته من طرف (أعضاء من حزب الاستقلال) وذلك خلال مكوثهم بمراكش وظل محتجزا ل18 شهر بمواقع مختلفة آخر موقع هو البيضاء ببوشرون بعد ذلك قرر عزل نفسه بباريس بعد التحرير سنة 1958.
طالبت زوجته الأولى بالطلاق مما دفعه للانتقال للعيش وحيدا بقلعة رامبويلت، إلى أن صادف زوجته الثانية ليجوندغ إحدى عارضات هوبيرت دو جيفانشي، تزوج ببروكسيل سنة 1963.
عرفت معارض الفنان حسن الكلاوي انتشارا واسعا بأوروبا والولايات المتحدة الأمريكية، كما أن أعماله تم عرضها للمزايدة من طرف معرض صوديبيلز وكريستيز.
بعدها عاد للمغرب سنة 1964 ليكون أقرب من أمه، وفي سنة 1965  أقيم أول عرض له منذ عودته للمغرب وذلك بخيمة كبيرة.
ركز حسن الكلاوي  في لوحاته على إبراز الفنتازيا المغربية بفرسانها وخيولها. تمكن من الصعود للصدارة في الثمانينات وذلك من خلال لوحاته التصويرية الحديثة التي أبرزت فرسان التبوريدة.
أقام هذا الأخير معرضا بباريس سنة 1950، بنيويورك بين 1951 و 1967،  بلندن سنة 1960 وببروكسيل سنة 1969والدار البيضاء.
  تم جمع أعماله بقصر فاس الملكي والبرلمان المغربي بالرباط، خلال عرضه الأول بنيويورك تألق بجلباب وكان محافظا على سلوكه المهذب.
حظيت أعماله بتقدير من طرف ملوك المغرب، الحسن الثاني ومحمد السادس.

## وفاته وإرثه الفني
توفي الغلاوي في 21 يونيو 2018 في الرباط، عن عمر يناهز 94 عامًا.  
عُرضت أعمال الكلاوي سنة 2012 إلى جانب لوحات تشرشل المغربية لمراكش سنة 2014، وذلك باقتراح من ابنته وبرعاية دانييل روبنس بمتحف لندن '' ليتون هاوس".
ساهم أبناءه في صناعة الفنون. ثورية الكلاوي عملت على الفن الإفريقي المعاصر، أما غزلان الكلاوي اشتغلت على فن الفسيفساء، بينما حفيده بريس بيكستر ممثل صاعد.
حطم الفن الأفريقي الأرقام القياسية في Sothebys في 2 أبريل 2019. ومن بين الأعمال التي حطمت الأرقام القياسية "La Sortie du Roi" لحسن الجلاوي، والتي بيعت مقابل 137.500 جنيه إسترليني.
في وقت لاحق من أبريل 2019، نظمت العائلة مع متحف محمد السادس للفنون المعاصرة عرضًا يضم أكثر من مائة لوحة فريدة تسمى «ملح الأرض»  لعرض عمل فني فريد غير معروف للجمهور. استقطب المعرض أكثر من 32000 زائر في أقل من ثلاثة أشهر.

## روابط خارجية
- الموقع الرسمي